# Magdalena Wdowicka
Magdalena Wdowicka – polska geograf, dr hab. nauk o Ziemi, profesor uczelni Wydziału Geografii Społeczno-Ekonomicznej i Gospodarki Przestrzennej Uniwersytetu im. Adama Mickiewicza w Poznaniu.

## Życiorys
W 2003 r. obroniła pracę doktorską pt. Bezpośrednie inwestycje zagraniczne i inwestycje samorządowe w aglomeracji poznańskiej w okresie transformacji ustrojowej, której promotorem był prof. Jerzy Parysek, w 2018 r. habilitowała się na podstawie pracy zatytułowanej Miasta w globalnej sieci korporacji transnarodowych. Została zatrudniona na stanowisku adiunkta w Instytucie Geografii Społeczno-Ekonomicznej i Gospodarki Przestrzennej na Wydziale Nauk Geograficznych i Geologicznych Uniwersytetu im. Adama Mickiewicza w Poznaniu.
Jest profesorem uczelni na Wydziale Geografii Społeczno-Ekonomicznej i Gospodarki Przestrzennej Uniwersytetu im. Adama Mickiewicza w Poznaniu, a także członkiem Rady Dyscypliny Naukowej –  Geografii Społeczno-Ekonomicznej i Gospodarki Przestrzennej Uniwersytetu im. Adama Mickiewicza w Poznaniu.